# Los Hostalets
Los Hostalets (en catalán Ets Hostalets o Els Hostalets) es un barrio de la ciudad de Palma de Mallorca, Baleares, España.
El barrio está delimitado por Plaza de Toros, Archiduque, Marqués de la Fuensanta, Son Fortesa, Son Canals y Pedro Garau.
Contaba a 2007 con una población de 1.929 habitantes.

## Historia
Antes de convertirse en la barriada popular denominada hoy en día Los Hostalets, el Hostalet de en Canyelles sirvió de posada para los foráneos que iban a Palma por el camino de Inca. Tomó el nombre de la familia Canyelles, documentada como propietaria de este establecimiento desde el siglo XVII.
En 1685 pertenecía a Mateo Canyelles, tenía una superficie de dos cuarteradas y era valorado en 240 libras, según los amos de aquel año: «Casas y tierra de Matheu Cañellas, [valoradas en] dos-centas cuarenta libras.» Colindante con Cals Frares, del convento del Santo Espíritu, y Son Carbonell o el Hostalet de Inca, de Mateo Roca.
Más adelante pasó a Pedro Canyelles, el cual agrandó la propiedad mediante la agregación del cobertizo de Son Carbonell o el Hostalet de Inca, es decir, una cuarteada y parte de una casa para compra a los hermanos Mateo y Margarita Roca y el resto, por sucesión a Pedro Roca y en virtud de nuevo título a él concedido por el presbítero Juan Martorell, canónigo y decano de la Sede, según instrumento de 30 de septiembre de 1703 continuado en la curia de la Porción Temporal.
- Datos: Q5394967